# Tricerophora
Tricerophora é um gênero de traça pertencente à família Agonoxenidae.